# Mistrovství České republiky v cyklokrosu 2012
Mistrovství České republiky v cyklokrosu 2012 se konalo 8. ledna  2012 v Uničově .
Mistrovství bylo 8 a zároveň posledním závodem sezony 2011/12 českého poháru v cyklokrosu. Závodu se zúčastnili závodníci kategorií elite a do 23 let. Okruh závodu měřil 2 700 m a závodníci ho absolhovali osmkrát. Ze 42 závodníků jich 3 nedokončilo.

## Přehled
| Poř.             | Jméno            | Čas         |
| ---------------- | ---------------- | ----------- |
| Zlatá medaile    | Zdeněk Štybar    | 1:00:28 h   |
| Stříbrná medaile | Radomír Šimůnek  | + 01:36 min |
| Bronzová medaile | Karel Hník       | + 01:38 min |
| 4                | Vladimír Kyzivát | + 02:42 min |
| 5                | Petr Dlask       | + 03:11 min |
| 6                | Jiří Polnický    | + 03:23 min |